# Liste der Listen von Zeitschriften
Diese Liste enthält Listen von Zeitschriften.

## Listen

### Regional
- Liste deutschsprachiger Zeitschriften
- Liste von Zeitungen und Zeitschriften in der DDR
- Liste österreichischer Zeitungen und Zeitschriften

- Liste Danziger Zeitungen und Zeitschriften
- Liste heimatkundlicher Zeitschriften des Eichsfeldes
- Liste früher chinesischer Baihua-Zeitschriften
- Liste faschistischer Periodika in Italien

### Fachgebiete
- Liste auflagenstärkster Zeitschriften
- Liste anarchistischer Zeitschriften
- Liste anthropologischer Zeitschriften
- Bibliothekarische Fachzeitschrift
- Liste chemischer Fachzeitschriften
- Liste deutschsprachiger Architekturperiodika
- Liste deutschsprachiger christlicher Zeitschriften und Zeitungen
- Liste von Zeitschriften im Familienrecht
- Liste von Filmzeitschriften
- Liste von FKK-Zeitschriften
- Frauenzeitschrift
- Liste der Zeitschriften zur Frauen- und Geschlechterforschung
- Liste frühmoderner Zeitschriften
- Liste geographischer Zeitschriften
- Liste bedeutender historischer Fachzeitschriften
- Liste der Fachzeitschriften für Knochen- und Gelenkchirurgie
- Liste linkssozialistischer Zeitungen und Zeitschriften in Westdeutschland
- Liste von Literaturzeitschriften
- Numismatische Zeitschrift
- Liste philatelistischer Zeitschriften
- Liste der Philosophiezeitschriften
- Photographische Zeitschriften
- Liste psychotherapeutischer Fachzeitschriften
- Liste solartechnischer Zeitschriften
- Liste statistischer Zeitschriften
- Liste wirtschaftswissenschaftlicher Zeitschriften